# Урсус (фільм, 2020)
Урсус робоча назва Урсус. Кавказький бурий ведмідь (англ. Chola the Bear, нім. Ursus - Der kaukasische Braunbär, болг. Урсус, груз. ურსუსი) — копродукційний українсько-грузинсько-німецько-болгарський художній фільм режисера Отара Шаматави.
Міжнародна прем'єра стрічки відбулася 26 вересня 2020 року у ході Національного конкурсу 11-го ОМКФ.

## Сюжет
Дія фільму розпочинається в новорічну ніч з 1991 на 1992 року в охопленому громадянською війною Тбілісі. На даху Парламенту головний герой, мобілізований молодий режисер Ніка (Ніко Тавадзе), чує від свого друга побажання, аби той, як режисер, колись таки отримав головний приз Берлінського кінофестивалю «Золотого ведмедя».
Згодом звільнений у запас після поранення Ніка повертається на студію, де знаходить лише обгорілі рештки свого дебютного фільму. Там він зустрічає каскадера Фому Гоголя (Богдан Бенюк), який, не маючи роботи, доглядає за нікому не потрібним студійним ведмедем Чолою (ведмідь Тіма).
Одним з головних, але далеко не поодиноких див, які трапляються з героями, стає запрошення ведмедя Чоли на 5-річний термін до Берлінського зоопарку. Ускладненням цьому стає несподівана трагічна смерть ведмедя в п’яній перестрілці. Та Ніку це не зупиняє: аби вирватися з розваленої війною країни, він йде на відчайдушний вчинок — сам перевдягається у ведмедя й таким чином проїздить всі кордони та опиняється в Берліні.
Фургон з Фомою за кермом і Нікою-ведмедем у буді починає свої пригоди з Грузії, через Україну, Болгарію, Румунію й аж до Німеччини. Одного разу у своїх мандрах вони зустрічають французько-канадську захисницю прав тварин Соню (Жозефіна Де Ла Баум). Як захисниця прав тварин вона обурюється долею ведмедя, намагається відправити його у Болгарію в спеціальний центр для ведмедів. Спочатку вона не знає, що Чола – це людина, але згодом закохується у героя. Правдами й неправдами вона залишається з ними аж до кінця їх мандрів. Та мандри ці будуть не прості — у кожного з героїв є чимало схованих у шафах скелетів.

## Виробництво

### Кошторис
У 2011 році фільм переміг на першому пітчінгу Держкіно. Держкіно оплатило ₴5,8 млн, що становило приблизно 20% від загального кошторису фільму у ₴28,8 млн.
На початку 2010-их фільм також отримав фінансування від Болгарського національного кіноцентру розміром у 350 тис. левів (~$220 тис. USD), що становило приблизно 22% від загального кошторису у ₴28,8 млн (~$1 млн USD).
На початку 2010-их фільм також отримав фінансування від Грузинського національного кіноцентру розміром у 81.2 тис. грузинських ларі (~27 тис. євро, ~$33 тис. USD), що становило приблизно 3% від загального кошторису у ₴28,8 млн (~$1 млн USD).
На початку 2010-их фільм також отримав фінансування від Німецького кінофонду розміром у 130 тис. євро (~$160 тис. USD), що становило десь 16% від загального кошторису у ₴28,8 млн (~$1 млн USD).

### Фільмування
Проект фільму вперше було представлено у 2012 році на кіноринку Берлінале. Зйомки фільму розпочалося ще у 2013 році. Фільмування деяких сцен зокрема було закінчено на Закарпатті в листопаді 2013 року. Тоді у 2013 році фільм називали одним із наймасштабніших проектів в історії українського кіно. Компанія-виробник навіть зазначала, що в одній з головних ролей фільму передбачається участь зірки Голлівуду Кейт Бланшетт.
Загалом зйомки фільму проходили в Україні (Київ, Ужгород, Мукачево, Чортків, Синевирська поляна, скелі Довбуша), Грузії (Тбілісі та Батумі), Болгарії (Софія) та Німеччині (Берлін). Через різні затримки замість запланованих кількох тижнів, зйомки тривали 5 років і завершилися лише у 2018 році. 14 вересня 2018 року творці здали готовий фільм Держкіно.

## Реліз
Міжнародна прем'єра стрічки відбулася 26 вересня 2020 року у ході Національного конкурсу 11-го ОМКФ.